# 2MASS J16281370-2431391
2MASS J16281370-2431391 — звезда, которая находится в созвездии Змееносец на расстоянии около 407 световых лет от Земли. Звезда расположена в регионе звездообразования Ро Змееносца.

## Характеристики
2MASS J16281370-2431391 — двойная звезда, включающая в себя красный карлик 2MASS J18082002-5104378 B возрастом 13,5 миллиардов лет (старейшая обнаруженная звезда галактики Млечный Путь). Молодой компаньон окружён протопланетным диском, то есть диском, состоящим из газа и пыли, в котором формируются планеты. Он расположен к нам ребром, и поэтому из-за своей формы получил у астрономов прозвище «Летающая тарелка» (англ. Flying Saucer). Наблюдения с помощью телескопов ALMA и IRAM показали, что температура пыли в нём намного ниже, чем ожидалось: −266 градусов по Цельсию (7 K). Обычно зёрна пыли в протопланетных дисках имеют температуру 15—20 кельвинов, то есть на несколько градусов выше, чем у «Летающей тарелки». Возможно, это заставит пересмотреть существующую модель формирования протопланетных дисков. Любопытно, что, по словам одного из исследователей, Стефана Гийото, на фоне тёмного неба этот диск невозможно было бы наблюдать. Мы его видим благодаря туманности Ро Змееносца, которая подсвечивает его. Таким образом, тень протопланетного диска покрывает Землю.